# Kamienica (powiat bytowski)
Kamienica (kaszb. Kamińca, niem. Kamenz) – osada leśna w Polsce położona w województwie pomorskim, w powiecie bytowskim, w gminie Borzytuchom.
Osada leśna nad rzeką Kamienicą, wchodzi w skład sołectwa Jutrzenka.
W latach 1975–1998 miejscowość administracyjnie należała do województwa słupskiego.